# نيك أيرز
نيك أيرز (بالإنجليزية: Nick Ayers)‏ هو مستشار سياسي أمريكي، ولد في 16 أغسطس 1982 في Mableton, Georgia ‏ في الولايات المتحدة.

## وصلات خارجية
- نيك أيرز على موقع IMDb (الإنجليزية)